# چهار عنصر
چهار عنصر کتابی است در قالب نثر که عبدالقادر بیدل دهلوی آن را نوشته‌است و شرح زندگینامه، سفرها و دیدارها و استادان و مراحل مختلف زندگی خود را به شکلی شاعرانه و جذاب تحریر کرده‌است.

## سبک شناسی
سبک این کتاب مانند سایر کتب بیدل هندی است. او همانند سایر شعرای این سبک از عناصر خیال پردازی‌های پیچیده عارفانه و تشبیه‌ها و استعاره‌ها به حد نهایت در این کتاب استفاده کرده‌است.

## متن
چهار عنصر همانگونه که از نامش پیدا است به شرح چهار مرحله زندگی بیدل از بدو تولد تا سال ۱۱۱۶ هجری قمری می‌پردازد. بیدل خود این اثر را اعترافاتش می‌نامد.
تألیف این کتاب از سال ۱۰۹۵ ق و در سن ۴۱ سالگی بیدل شروع و در سال ۱۱۱۶ به پایان رسید.

### عنصر اول
در عنصر اول او با شرح دوران کودکی و فوت والدین به تشریح آن دوران پرداخته و با بحث تحصیل در مکتب و روابطش با مشایخ این بخش را به پایان می‌برد.

### عنصر دوم
در عنصر دوم بیدل در خصوص آغاز و شروع شعر و شاعری خود و نخستین اشعارش توضیح می‌دهد.

### عنصر سوم
این فصل در حقیقت شرح مقالات عرفای و فلسفی بیدل است که گاه با ذکر حوادثی شگفت‌انگیز توأم می‌شود.

### عنصر چهارم
در عنصر پایانی بیدل دهلوی به ادامه زندگینامه خود و حوادث و سوانح خاص اتفاق افتاده برای خودش می‌پردازد.

## انواع نسخه‌ها
نسخه خطی چهار عنصر در گنجینه‌های کتابخانه‌های معتبر جهان موجود است، علاوه بر این به صورت چاپی هم در افغانستان و ایران عرضه شده‌است.
از جمله نسخه‌های چاپی این کتاب می‌توان به نسخه چهار عنصر بیدل بازنوشته‌ای از سید ضیاءالدین شفیعی اشاره کرد که در قطع رحلی و از سوی انتشارات بین‌الملی الهدی ارائه شده‌است. در مراسم رونمایی از این تصحیح محمد علی زم، علی معلم دامغانی رئیس فرهنگستان هنر، عبدالمهدی مستکین معاون فرهنگی کمیسیون یونسکو، اسدالله امیری رایزن فرهنگی سفارت افغانستان، حضور داشتند. همچنین «چهار عنصر» در جلد چهارم «کلیات اشعار بیدل دهلوی» به تصحیح خلیل‌الله خلیلی و خال‌محمد خسته به چاپ رسیده‌است. این نسخه از کلیات بیدل شامل تمام اشعار بیدل دهلوی است و به کوشش بهمن خلیفه توسط انتشارات طلایه در ایران منشر شده‌است. جلد چهارم این کلیات به نثرهای بیدل شامل (چهار عنصر، رقعات و نکات) که آمیخته به نثر و نظم هستند اختصاص دارد.
بیدل در دیباچه این کتاب خود آورده‌است:
| خداوندا!                                                  |
| نه دریایی! تا به غواصّیِ فکر، از تو، گوهری برآرند؛          |
| و نه آسمانی! که به قوّتِ نظر، ستاره‌هایت شمارند.             |
| رنگی نبسته‌ای! تا بهارت دانند؛                             |
| پرتوی بیرون نداده‌ای! تا آفتابت خوانند؛                    |
| سینه‌چاکی‌های بهار ادراک، از شکسته‌بالان تصویر این رنگ است؛  |
| و داغ‌فروشی‌های آفتاب فطرت، از خاکسترنشینان شعله این نیرنگ. |

## ارجاعات
- دکترمحمدرضا شفیعی کدکنی، شاعر آینه‌ها (بررسی سبک هندی و شعر بیدل)
- دکتور عبدالغنی، احوال و آثار میرزا عبدالقادر بیدل، ترجمهٔ میر محمد آصف انصاری، پوهنحی ادبیات و علوم بشری، ۱۳۵۱
- چهار عنصر بیدل، عبدالقادر بیدل دهلوی، بازنوشته ای از سید ضیاءالدین شفیعی، مؤسسه فرهنگی هنری و انتشارات بین‌المللی الهدی، ۱۳۹۲.